# Paragrubia vorax
Paragrubia vorax är en kräftdjursart som beskrevs av Édouard Chevreux 1901. Paragrubia vorax ingår i släktet Paragrubia och familjen Ampithoidae. Inga underarter finns listade i Catalogue of Life.